# Свинцово-цинковые руды
Свинцово-цинковые руды — природные минеральные образования, служащие сырьем для промышленного извлечения свинца и цинка.

## Общая информация
По условиям образования, морфологии рудных тел, вещественным составом и другими геологическим особенностями свинцовосодержащие руды могут быть разделены на пять основных геолого-промышленных типов: колчеданные, метасоматические, стратиморфные, жильные и скарновые. Основные запасы представлены вкрапленными рудами месторождений колчеданного и стратиморфного типов. Содержащие породы, наряду с роговиками и карбонатами, нередко содержат значительное количество барита. Все свинцовые полиметаллические руды являются комплексными. Кроме основных металлов они обычно содержат как спутники серебро, золото, кадмий, индий, таллий, галлий, германий, селен, теллур и другие элементы.
Как правило, содержание свинца в рудах 1-2%, цинка 2-4%. По содержанию компонентов свинцово-цинковые руды делятся на богатые (суммарное содержание свинца и цинка более 7%), рядовые (4-7%) и бедные (2-4%). 
Месторождения с запасами менее 0,5 млн.т суммарного металла обычно считаются мелкими, с запасами 0,5-2 млн. т – средними, 2-10 млн. т – крупными и свыше 10 млн. т – уникальными. 
По условиям образования свинцово-цинковые руды. подразделяются на экзогенно-эндогенные и эндогенные. Основные месторождения руд свинца и цинка образовывались во все периоды развития земной коры. В начале протерозойской эры возникли полиметалл-колчеданные месторождения в теригенных и осадочно-вулканогенных породах, в позднем протерозое началось формирование стратиморфных месторождений, локализованных в известково-доломитовых породах; основная масса жил и неправильных залежей в карбонатных породах, вероятно, была сформирована в палеозойскую и мезозойскую эры.

## Основной тип руд
Основная масса свинцовых и свинцово-баритовых руд принадлежит к месторождениям стратиформного типа. Для этого типа характерно тонкое вкрапление рудных минералов и высокая степень окисления, а чисто свинцовые руды встречаются очень редко. Значительная часть запасов свинцово-цинковых руд содержится в месторождениях колчеданного типа. Руды этого типа имеют тяжелую обогатимость вследствие тонкого вкрапления и тесного взаимного прорастания рудных и нерудных минералов. Однако наибольшее значение имеют полиметаллические руды, которые характерны для месторождений скарнового, жильного и колчеданного типов. По степени окисления руды подразделяются на сульфидные, окисленные и смешанные. В сульфидных рудах кроме халькопирита, галенита и сфалерита часто присутствуют пирит, арсенопирит и др. Нерудные минералы представлены кварцем и кальцитом, а в некоторых месторождениях баритом, хлоритом, серицитом, флюоритом и скарновыми породами. Серебро в рудах связано с галенитом и сульфидами меди. Золото встречается в свободном состоянии или является сопутствующим пирита и халькопирита. Кадмий чаще содержится в сфалерите. Руды характеризуются многообразием текстурно-структурных признаков, многообразием типов роста минералов, значительным диапазоном колебаний размеров рудного вкрапления.

## Обогащение руд
В результате обогащения необходимо получить кондиционные медный, свинцовый, цинковый и пиритный концентраты, а при наличии барита и баритовый концентрат, с максимальным удалением из них одноименных компонентов.